# Bajada (địa lý)

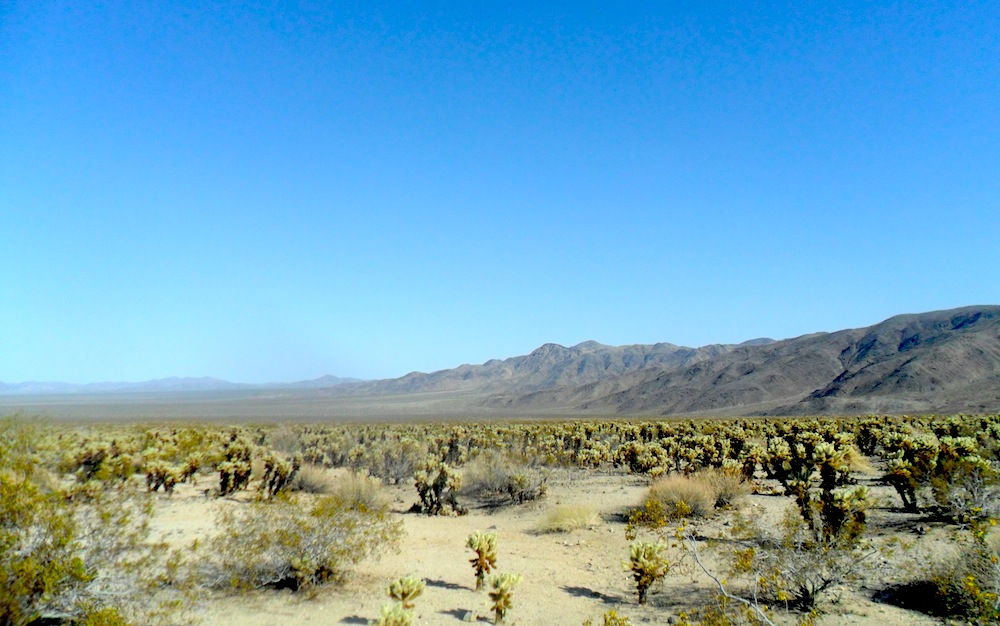
Các bajada dưới dãy núi Hexie khi nhìn từ Vườn quốc gia Joshua Tree.

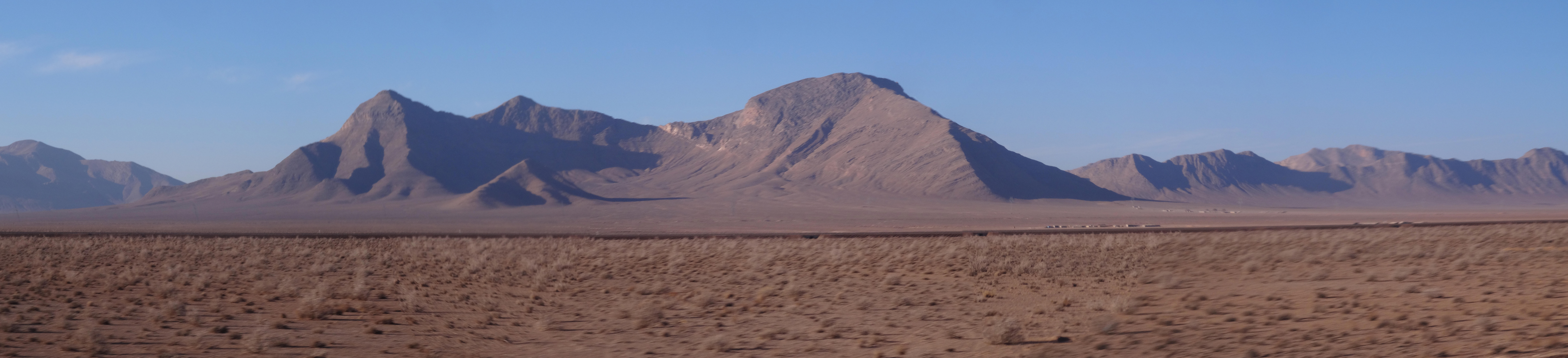
Bajada trên sa mạc ở Iran.

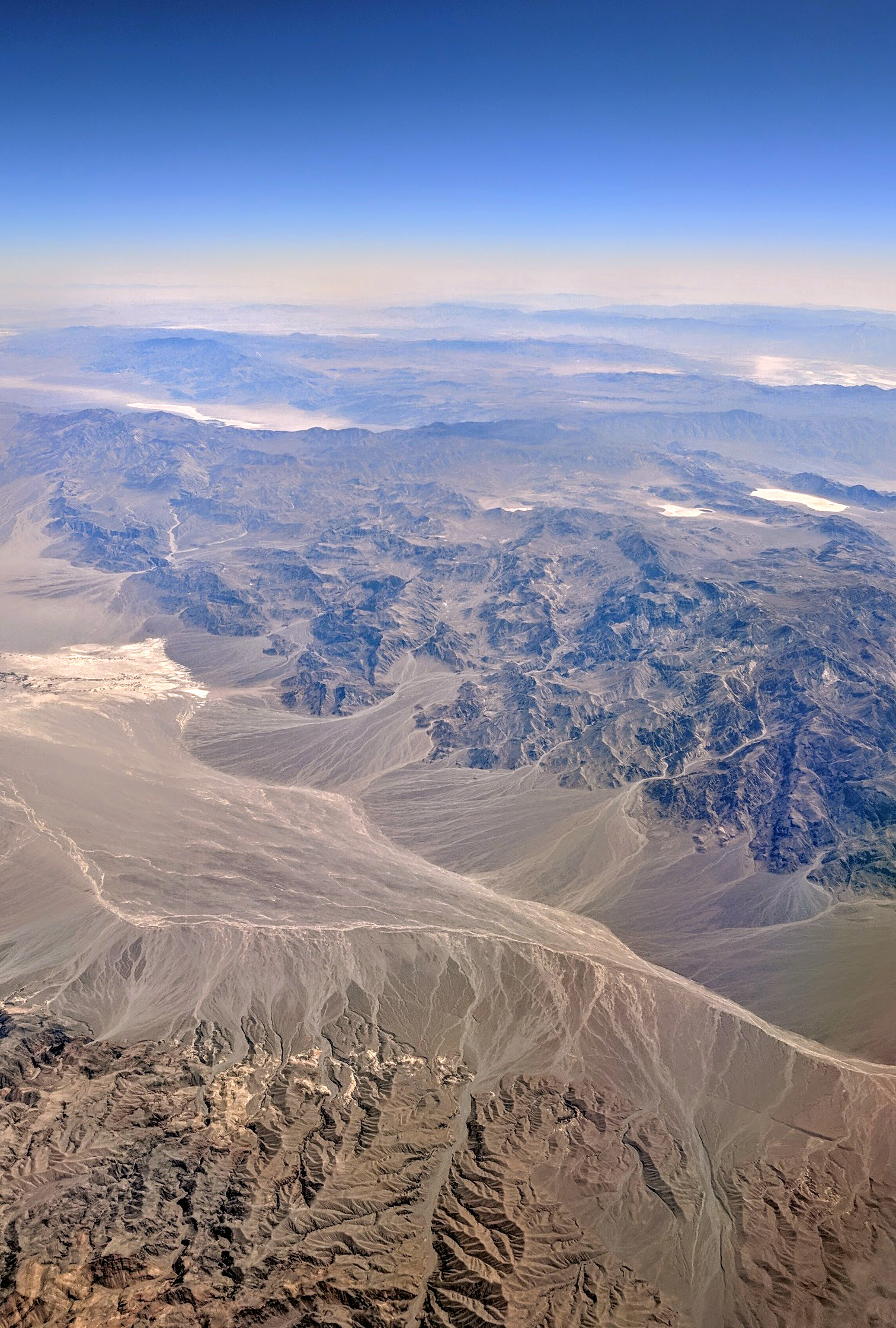
Thung lũng Chết ở phía bắc Stovepile Wells có các bajada ở cả hai phía của thung lũng, phát triển tốt hơn ở phía dãy núi Panamint (phía xa trong ảnh chụp từ không trung này từ phía đông bắc).

Thuật ngữ bajada dùng để chỉ một khu vực bao gồm một loạt các quạt bồi tích kết tụ dọc theo phía trước núi. Các lớp lắng đọng hình quạt này được hình thành nên từ sự lắng đọng trầm tích trong dòng suối trên vùng đất bằng phẳng dưới chân núi. Việc sử dụng thuật ngữ này trong mô tả cảnh quan hoặc địa mạo này bắt nguồn từ bajada trong tiếng Tây Ban Nha, thường có nghĩa là "dốc" hoặc "nghiêng".

## Hình thành và sự xuất hiện
Khi một dòng suối chảy xuống, nó sẽ mang theo các trầm tích cùng với các vật liệu khác và khi dòng suối đó xuất hiện từ phía trước núi, trầm tích bắt đầu lắng đọng. Các trầm tích thô hơn lắng xuống gần nguồn nhất còn các trầm tích mịn hơn bị cuốn đi xa hơn ra phía ngoài và lắng đọng trong một cấu trúc hình quạt tỏa ra phía trước núi. Các trầm tích được vận chuyển qua bình nguyên đá móng vào một bồn địa kín, nơi các bajada mỏng dần vào bình nguyên đá móng, làm cho ranh giới trở nên khó phân biệt. Các bajada thường xuyên chứa các hồ khô. Bajada là phổ biến ở vùng khí hậu khô (ví dụ, vùng Tây Nam Hoa Kỳ) nơi lũ quét làm lắng đọng trầm tích theo thời gian, mặc dù chúng cũng có thể phổ biến ở vùng khí hậu ẩm ướt hơn, nơi các dòng suối gần như liên tục lắng đọng trầm tích.